# 天主教索盧韋齊教區
天主教索盧韋齊教區（拉丁語：Dioecesis Solveziensis）是贊比亞一個羅馬天主教教區，屬盧薩卡總教區。
教區的前身是一個宗座監牧區，成立於1959年4月9日，1976年12月9日升為教區。
教區包括西北省東部。2004年有教友67,048人（佔轄區總人口9.8%）、十七個堂區、廿六名司鐸。現任教區主教為嘉祿·卡松德。